# Montpellier HSC
Montpellier Hérault Sport Club is een Franse voetbalclub in Montpellier, in de Hérault, Occitanië. Zij werd opgericht in 1919. De club speelt zijn thuiswedstrijden in het Stade de la Mosson.
De club werd een professionele club in 1932, toen het al een keer de Franse beker had gewonnen, maar in 1969 werd het weer een amateurclub. In 1970 fuseerde de club met Sport-Club (opgericht in 1908) en de naam werd veranderd naar Montpellier-Littoral FC. In 1974 fuseerde de club met l'AS Paillade en stond daarna bekend als Montpellier La Paillade Sport Club. In 1978 werd de club weer een professionele club. In 1989 werd de naam veranderd naar de huidige en in het jaar erop won het de Franse beker voor de tweede keer.

## Geschiedenis

### SO Montpellier
De club werd opgericht in 1919 als Stade Olympique Montpelliérain. Kort daarna fusioneerde de club met La Vie au Grand Air du Languedoc dat in 1917 opgericht werd. In de jaren twintig speelde de club voornamelijk in de Division Honneur Sud-Est. In 1923 nam de club het stadion Parc des Sports de l'avenue Pont Juvénal in gebruik. In deze tijd was er nog geen landelijk kampioenschap zoals het nu is. Van 1927 tot 1937 heette de club Sports Olympiques Montpelliérains. In 1928 werd de club regionaal kampioen en nam deel aan de eindronde om de officieuze Franse landstitel en verloor in de halve finale van Stade Français. In 1929 bereikte de club de finale van de beker en versloeg op weg daarheen onder andere FC Mulhouse en Stade Rennais. In de finale werd FC Sète met 2-0 verslagen. De eerste grote trofee was binnen. Twee jaar later stond de club opnieuw in de finale, maar kreeg nu een 3-0 nederlaag te verduren van het hoofdstedelijke Club Français.
In 1932 werd de club opnieuw regionaal kampioen en nam het profstatuut aan zodat de club een van de stichtende leden van de Franse profcompetitie was in 1932/33. In het eerste seizoen waren er twee reeksen van tien clubs. SO Montpellier werd vierde in reeks B met drie punten achterstand op groepswinnaar FC Antibes. Het volgende seizoen was er nog maar één reeks van veertien clubs waarin Montpellier achtste werd. Het daaropvolgende seizoen degradeerde de club.
In de Division 2 deed de club het niet goed en Montpellier eindigde steevast in de middenmoot. Tijdens de Tweede Wereldoorlog was er geen officiële competitie, maar Montpellier speelde in deze jaren wel in de competitie die voor de eerste klasse moest doorgaan. Na de oorlog ging de club opnieuw van start in de tweede klasse en werd kampioen. Na vier middelmatige seizoenen degradeerde de club opnieuw. Na twee seizoenen keerde de club terug maar werd meteen terug naar de Division 2 verwezen, waar de club nu langere tijd zou verblijven. Stade flirtte zelfs met een degradatie naar derde klasse, maar kon zich toch elk seizoen redden. Eind jaren vijftig ging het beter met de club en in 1961 promoveerde Stade terug naar de hoogste klasse. Na een achtste plaats in 1961/62 degradeerde de club het volgende seizoen. Na enkele middenmootplaatsen ging het langzaam slechter met de club. In 1967 verhuisde de club naar het nieuwe stadion Stade Richter. De toeschouwers waren hier niet gelukkig mee omdat ze het stadion te groot vonden en te ver weg van het stadscentrum. In een wedstrijd tegen AS Nancy kwamen slechts 750 toeschouwers opdagen. Omdat de club nu in zware financiële problemen gekomen was gaf Stade Montpellier zijn profstatuut op en degradeerde hierdoor naar de derde klasse.

### Van Littoral naar La Paillade
In 1970 nam de club de naam Montpellier Littoral aan en fusioneerde daarna met Sport Club Montpelliérain. Deze club werd in 1908 opgericht door Jezuïeten. De naam van de fusieclub werd Montpellier Littoral Sport Club. De financiële situatie was verbeterd door de fusie en ondanks een negende plaats in de derde klasse mocht de club het seizoen erna terug in de tweede klasse aantreden. Na twee seizoenen belandde de club opnieuw in de derde klasse.
Na een nieuwe degradatie naar de vierde klasse fusioneerde Montpellier Littoral SC op 1 juni 1974 met AS Paillade, dat in 1967 opgericht werd. De nieuwe naam werd Montpellier la Paillade Sport Club Littoral en later Montpellier Paillade Sport Club. De clubkleuren van Littoral werden behouden en de club ging nu spelen in het stadion van het voormalige Paillade, stade de la Mosson. Tot 1977 werden belangrijke wedstrijden ook nog in het oude stade Richter gespeeld. In november 1974 kocht Louis Nicollin de club over van burgemeester Thévenet voor 400.000 FF.
Na twee seizoenen werd de club kampioen en na twee seizoenen in de derde klasse promoveerde de club terug naar de tweede klasse. La Paillade speelde meteen in de subtop mee en werd kampioen in 1981. De terugkeer bij de elite verliep niet zoals verwacht en de club werd meteen terug naar de Division 2 verwezen met een laatste plaats. Na vijf seizoenen werd de club opnieuw kampioen en begon nu aan een succesperiode in de clubgeschiedenis.
In het eerste seizoen bij de terugkeer werd de club derde, de beste prestatie in de clubgeschiedenis. Hierdoor mocht de club voor het eerst Europa in, maar na twee nederlagen tegen Benfica was de club meteen uitgeschakeld. De volgende seizoenen eindigde de club in de middenmoot.

### Montpellier Hérault Sport Club
In 1989 nam de club de huidige naam aan. In de beker van 1990 worstelde de club zich een weg naar de finale. In de halve finale versloeg HSC Olympique de Marseille, het topteam van het moment en in de finale stond de club tegenover Racing Club de Paris en won met 2-1. In de beker der bekerwinnaars versloeg de club eerst PSV Eindhoven en gaf daarna Steaua Boekarest twee keer een pak slaag (5-0 en 0-3). Steaua was op dat moment een Europese topclub en had in de afgelopen vijf jaar twee keer de finale van de Europacup I bereikt en zelfs één keer gewonnen. In de kwartfinale stond HSC tegenover de latere winnaar Manchester United. In Manchester werd het 1-1, maar in eigen huis verloor HSC met 2-0 en was uitgebekerd. Tijdens het Europese parcours vielen jonge talenten zoals Laurent Blanc, Vincent Guérin en Patrick Colleter op. In de jaren negentig was de club een habitué in de hoogste divisie. In 1994/95 ontsnapte de club op het nippertje aan een degradatie, maar het volgende seizoen zette de club de scheve situatie recht met een zesde plaats en een nieuwe deelname aan de UEFA Cup. Net als de vorige deelname kwam ook dit keer de boosdoener uit Portugal met Sporting Lissabon. Het volgende seizoen nam de club deel aan de Intertoto cup en bereikte de finale waarin het verloor van landgenoot Olympique Lyon. Twee jaar later won de club de Intertoto Cup en versloeg en Spaanse en twee Duitse teams. In de daaropvolgende deelname aan de UEFA Cup werd HSC in de tweede ronde uitgeschakeld door Deportivo La Coruña. Na dertien seizoenen elitevoetbal kwam hier een einde aan in 1999/00.
Na één seizoen promoveerde de club terug. Na een dertiende plaats moest de club in het eerste seizoen van de nieuwe Ligue 1 vechten tegen degradatie. Dat lukte één jaar maar in 2003/04 degradeerde de club opnieuw. Na twee overgangsseizoenen moest trainer Jean-François Domergue de club terug naar de Ligue 1 loodsen, maar na een vijftiende plaats in 2007 werd de trainer ontslagen. Na een achtste plaats in 2008 deed de club in 2009 weer mee om promotie. Het hele seizoen stond de club onder de top drie, maar door een overwinning op de laatste speeldag tegen rechtstreekse concurrent RC Strasbourg kon Montpellier nog stijgen naar de tweede plaats die automatisch recht gaf op promotie.
In het seizoen 2009/10 startte de club uitstekend en stond na negen speeldagen samen met Lyon aan de leiding. De club bleef het goed doen en stond lange tijd op de tweede plaats, maar wel met een wedstrijd meer gespeeld dan de achtervolgers. Toen die hun wedstrijd inhaalden zakte de club weg naar de vijfde plaats, waar het dat seizoen ook eindigde.
In het seizoen 2010/11 verliep het seizoen in vergelijking met het vorig seizoen teleurstellend. De ploeg eindigde op een veertiende plaats. De ploeg bereikte wel de finale van de Coupe de la Ligue, maar verloor uiteindelijk met 1-0 van Olympique Marseille. In de Coupe de France werd de club al in de eerste wedstrijd uitgeschakeld door Stade Reims.
In het seizoen 2011/12 had de club weer een goede start: na tien speelronden stond het drie punten achter op koploper Paris Saint Germain dat 23 punten had verzameld. De ploeg was op dat moment ook het productiefst, ze troffen 22 maal doel, het meest van alle clubs. In de Coupe de la Ligue werd de ploeg in de achtste finales uitgeschakeld en in de Coupe de France in de kwartfinale. Op de 25ste speeldag nam Montpellier de leiding over van PSG en gaf deze niet meer uit handen. De ploeg van trainer René Girard stelde de eerste landstitel uit de geschiedenis uiteindelijk veilig op zondag 20 mei in de uitwedstrijd tegen hekkensluiter AJ Auxerre. Clubtopscorer Olivier Giroud werd gedeeld topscorer met 21 doelpunten.
In het seizoen 2012/13 was de club verzwakt door transfers die ondersteunende spelers liet vertrekken en eindigde de club op de 9e plaats. De UEFA Champions League liep minder goed. Alleen tegen Schalke 04 werd twee keer gelijk gespeeld, de wedstrijden tegen Arsenal FC en Olympiakos Piraeus werden verloren. In de Coupe de France werd de club uitgeschakeld in zijn tweede wedstrijd en in de Coupe de la Ligue kwam de club tot de halve finale. Trainer Girard vertrok na afloop van het seizoen.
In het seizoen 2013/14 presteerde de club zwak. De vijftiende plaats werd behaald in het eindklassement. Het moest trainer Jean Fernandez ontgelden, hij nam in december ontslag. Oud-manager Rolland Courbis werd de nieuwe trainer. Hij behaalde genoeg punten om de concurrentie voor te blijven. In de 2013/14 Coupe de la Ligue was de club na de eerste wedstrijd uitgeschakeld, in het bekertoernooi na de achtste finales.

## Erelijst
| Internationaal     |    |                  |
| UEFA Intertoto Cup | 1× | 1999             |
| Nationaal          |    |                  |
| Ligue 1            | 1× | 2011/12          |
| Coupe de France    | 2× | 1929, 1990       |
| Coupe de la Ligue  | 1× | 1992             |
| Division 2         | 3× | 1946, 1961, 1987 |

## Overzichtslijsten

### Eindklasseringen sinds 1946
- 1946 1e
Division Interrégionale
- 1947 16e
Division Nationale
- 1948 15e
Division Nationale
- 1949 12e
Division Nationale
- 1950 17e
Division Nationale
- 1951 5e
Division Interrégionale
- 1952 2e
Division Interrégionale
- 1953 18e
Division Nationale
- 1954 20e
Division Interrégionale
- 1955 17e
Division Interrégionale
- 1956 20e
Division Interrégionale
- 1957 11e
Division Interrégionale
- 1958 17e
Division Interrégionale
- 1959 9e
Division Interrégionale
- 1960 7e
Division Interrégionale
- 1961 1e
Division Interrégionale
- 1962 8e
Division Nationale
- 1963 19e
Division Nationale
- 1964 8e
Division Interrégionale
- 1965 6e
Division Interrégionale
- 1966 13e
Division Interrégionale
- 1967 17e
Division Interrégionale
- 1968 16e
Division Interrégionale
- 1969 17e
Division Interrégionale
- 1970 9e
Niveau 3
- 1971 10e
Division Interrégionale
- 1972 9e
Division Interrégionale
- 1973 4e
Division 3
- 1974 15e
Division 3
- 1975 8e
Niveau 4
- 1976 1e
Niveau 4
- 1977 9e
Division 3
- 1978 2e
Division 3
- 1979 6e
Division 2
- 1980 8e
Division 2
- 1981 1e
Division 2
- 1982 20e
Division 1
- 1983 7e
Division 2
- 1984 5e
Division 2
- 1985 4e
Division 2
- 1986 5e
Division 2
- 1987 1e
Division 2
- 1988 3e
Division 1
- 1989 9e
Division 1
- 1990 13e
Division 1
- 1991 7e
Division 1
- 1992 6e
Division 1
- 1993 10e
Division 1
- 1994 7e
Division 1
- 1995 17e
Division 1
- 1996 6e
Division 1
- 1997 10e
Division 1
- 1998 12e
Division 1
- 1999 8e
Division 1
- 2000 18e
Division 1
- 2001 3e
Division 2
- 2002 13e
Division 1
- 2003 16e
Ligue 1
- 2004 20e
Ligue 1
- 2005 8e
Ligue 2
- 2006 12e
Ligue 2
- 2007 15e
Ligue 2
- 2008 8e
Ligue 2
- 2009 2e
Ligue 2
- 2010 5e
Ligue 1
- 2011 14e
Ligue 1
- 2012 1e
Ligue 1
- 2013 9e
Ligue 1
- 2014 15e
Ligue 1
- 2015 7e
Ligue 1
- 2016 12e
Ligue 1
- 2017 15e
Ligue 1
- 2018 10e
Ligue 1
- 2019 6e
Ligue 1
- 2020 8e
Ligue 1
- 2021 8e
Ligue 1
- 2022 13e
Ligue 1
- 2023 12e
Ligue 1
- 2024 12e
Ligue 1
- 2025 18e
Ligue 1

- Niveau 1
- Niveau 2
- Niveau 3
- Niveau 4

### Seizoensresultaten sinds 1999/00
| Seizoen   | №  | Clubs | Divisie    | Duels | Winst | Gelijk | Verlies | Doelsaldo | Punten | Tsch   |
| --------- | -- | ----- | ---------- | ----- | ----- | ------ | ------- | --------- | ------ | ------ |
| 1999–2000 | 18 | 18    | Division 1 | 34    | 7     | 10     | 17      | 39–50     | 31     | 13.956 |
| 2008–2009 | 2  | 20    | Ligue 2    | 38    | 19    | 9      | 10      | 61–36     | 66     | 9.402  |
| 2014–2015 | 7  | 20    | Ligue 1    | 38    | 16    | 8      | 14      | 46–39     | 56     | 12.860 |
| 2015–2016 | 12 | 20    | Ligue 1    | 38    | 14    | 7      | 17      | 49–47     | 49     | 12.839 |
| 2016–2017 | 15 | 20    | Ligue 1    | 38    | 10    | 9      | 19      | 48–66     | 39     | 12.356 |
| 2017–2018 | 10 | 20    | Ligue 1    | 38    | 11    | 18     | 9       | 36–33     | 51     | 12.977 |
| 2018–2019 | 6  | 20    | Ligue 1    | 38    | 15    | 14     | 9       | 53–42     | 59     | 13.829 |
| 2019–2020 | 8  | 20    | Ligue 1    | 28    | 11    | 7      | 10      | 35–34     | 40     | 14.147 |
| 2020–2021 | 8  | 20    | Ligue 1    | 38    | 14    | 12     | 12      | 60–62     | 54     | --     |
| 2021–2022 | 13 | 20    | Ligue 1    | 38    | 12    | 7      | 19      | 49-61     | 43     | --     |
| 2022–2023 | 12 | 20    | Ligue 1    | 38    | 15    | 5      | 18      | 65-62     | 50     | --     |
| 2023–2024 | 12 | 18    | Ligue 1    | 34    | 10    | 12     | 12      | 43-48     | 42     | --     |
| 2024–2025 | 18 | 18    | Ligue 1    | 34    | 4     | 4      | 26      | 23-79     | 16     | --     |

### Montpellier in Europa
Montpellier HSC speelt sinds 1988 in diverse Europese competities. Hieronder staan de competities en in welke seizoenen de club deelnam:
- Champions League (1x)

2012/13
- Europa League (1x)

2010/11
- Europacup II (1x)

1990/91
- UEFA Cup (3x)

1988/89, 1996/97, 1999/00
- Intertoto Cup (2x)

1997, 1999

## Bekende (oud-)La Paillade

### Spelers
- Karim Aït Fana
- Aljoša Asanović
- Ibrahima Bakayoko
- Younes Belhanda
- Laurent Blanc
- Souleymane Camara
- Éric Cantona
- Julio Cesar
- Olivier Giroud
- Vitorino Hilton
- Benjamin Lecomte
- Toifilou Malouda
- Bruno Martini
- Roger Milla
- Gérald Passi
- Gerónimo Rulli
- Jacques Santini
- Hasan Salih Kabze
- Téji Savanier
- Wilbert Suvrijn
- Anthony Vanden Borre
- Carlos Valderrama
- Jacek Ziober

### Trainers
- Rolland Courbis
- Michel Der Zakarian
- René Girard
- Aimé Jacquet
- Henryk Kasperczak

## Vrouwenvoetbal

### In Europa
#Q = #voorronde, #R = #ronde, Groep = groepsfase, 1/8 = achtste finale, 1/4 = kwartfinale, PUC = punten UEFA coëfficiënten 
| Seizoen | Competitie                    | Ronde | Land                     | Club                         | Uitslag       |
| ------- | ----------------------------- | ----- | ------------------------ | ---------------------------- | ------------- |
| 2004/05 | UEFA Women's Cup              | 1e    | Vlag van Ierland         | University College Dublin FC | 5-0           |
| 2004/05 | toernooi in Vendargues        | 1e    | Vlag van Oostenrijk      | SV Neulengbach               | 7-0           |
| 2004/05 |                               | 1e    | Vlag van Portugal        | SU 1° Dezembro               | 1-0           |
| 2004/05 | toernooi in Potsdam           | 2e    | Vlag van Duitsland       | 1. FFC Turbine Potsdam       | 0-6           |
| 2004/05 |                               | 2e    | Vlag van Italië          | Torres Terra Sarda           | 1-2           |
| 2004/05 |                               | 2e    | Vlag van Polen           | KS AZS Wroclaw               | 0-2           |
| 2005/06 | UEFA Women's Cup              | 1e    | Vlag van Noord-Ierland   | Glentoran FC                 | 8-0           |
| 2005/06 | toernooi in Sintra            | 1e    | Vlag van Wales           | Cardiff City FC              | 2-0           |
| 2005/06 |                               | 1e    | Vlag van Portugal        | SU 1° Dezembro               | 1-0           |
| 2005/06 | toernooi in Montpellier       | 2e    | Vlag van Nederland       | SV Saestum                   | 2-1           |
| 2005/06 |                               | 2e    | Vlag van Oostenrijk      | SV Neulengbach               | 4-0           |
| 2005/06 |                               | 2e    | Vlag van Duitsland       | 1. FFC Turbine Potsdam       | 0-0           |
| 2005/06 |                               | KF    | Vlag van Denemarken      | Brøndby IF                   | 3-0 *, 3-1    |
| 2005/06 |                               | HF    | Vlag van Duitsland       | 1. FFC Turbine Potsdam       | 1-0, 2-3 *    |
| 2009/10 | UEFA Women's Champions League | 1e    | Vlag van Faeröer         | KÍ Klaksvík                  | 2-0           |
| 2009/10 | toernooi in Macedonië         | 1e    | Vlag van Noord-Macedonië | ZFK Tikvesanka               | 7-1           |
| 2009/10 |                               | 1e    | Vlag van Bulgarije       | NSA Sofia                    | 3-0           |
| 2009/10 |                               | 1e    | Vlag van België          | Standard Fémina de Liège     | 0-0, 3-1 *    |
| 2009/10 |                               | 1/8F  | Vlag van Duitsland       | FC Bayern München            | 0-0 *, 1-0 nv |
| 2009/10 |                               | KF    | Vlag van Zweden          | Umeå IK                      | 0-0, 2-2 *    |

* = thuiswedstrijd
1 Dizdarević ·
2 Meïté ·
3 Sylla ·
4 Kouyaté ·
5 Sagnan ·
6 Jullien ·
9 Delort ·
10 Khazri ·
11 Savanier ·
12 Ferri ·
13 Chotard ·
14 Maamma ·
16 Bertaud ·
17 Sainte-Luce ·
18 Pays ·
19 Nzingoula ·
21 Mincarelli ·
22 Fayad ·
27 Omeragić ·
28 Ngosso ·
29 Tchato ·
40 Lecomte  ·
52 Maksimović ·
70 Coulibaly ·
77 Sacko ·
Coach: Camara
Angers ·
Auxerre ·
Stade Brestois ·
Le Havre ·
Lens ·
Lille · 
Lorient ·
Olympique Lyonnais · 
Olympique de Marseille · 
Metz ·
 Monaco · 
Nantes · 
Nice · 
Paris ·
PSG · 
Stade Rennais · 
Strasbourg ·
Toulouse